# Catallagia decipiens
Catallagia decipiens är en loppart som beskrevs av Rothschild 1915. Catallagia decipiens ingår i släktet Catallagia och familjen mullvadsloppor. Inga underarter finns listade i Catalogue of Life.